# Реньє II
Реньє II Грімальді (фр. Rainier II Grimaldi, італ. Ranieri II Grimaldi) — співправитель-сеньйор Монако в 1352—1357 роках. Син Карла I і його дружини Люччіни Спинола.
У 1352 став співправителем свого батька разом з його дядьком Антоніо і своїм братом Габріелем, спільно з якими правив до 1357, коли Монако було зайнято генуезькими військами. Карл I загинув при облозі.
Був одружений двічі. Від першої дружини Марії дель Карретто дітей не мав. Друга дружина — Ізабелла Ассінарі, у них було п'ятеро синів (Амбруаз, Антуан, Жан, Гаспар, Анрі) і дочка Гріффетта.
Помер у 1407.

## Герб
Червоні ромби на білому тлі. Девіз роду Гарімальді: «Deo Juvante» (лат. З Божою поміччю).